# Liste der Monuments historiques in Limoges-Fourches
Die Liste der Monuments historiques in Limoges-Fourches führt die Monuments historiques in der französischen Gemeinde Limoges-Fourches auf.

## Liste der Objekte
| Bezeichnung                                                                    | Beschreibung | Standort                                                      | Kennzeichnung | Schutzstatus | Datum | Bild |
| ------------------------------------------------------------------------------ | --- | ------------------------------------------------------------- | ------------- | ------------ | ----- | ---- |
| Gemälde Madonna mit Kind und Rose und Rahmen                                   | Ölgemälde mit einem vergoldeten Rahmen der mit Muscheln und Pflanzenmotiven verziert ist. Gefertigt im 18. Jahrhundert.                                                                                              | in der Kirche St-Médard (Lage)                                | PM77004197    | Inscrit      | 1982  |      |
| Skulptur Heiliger Rochus                                                       | Holzskulptur aus dem 17. Jahrhundert. | An der Südwand des Kirchenschiffs der Kirche St-Médard (Lage) | PM77004198    | Inscrit      | 1982  |      |
| Glocke                                                                         | Bronze, 1711 gegossen | In der Kirche St-Médard (Lage)                                | PM77000945    | Classé       | 1942  |      |
| Gemälde Tobias kniend, von einem Engel gestützt                                | Ölgemälde über die Reise von Tobias und dem Erzengel Raphael. Entstehungszeit im 17. Jahrhundert. | In der Kirche St-Médard (Lage)                                | PM77003344    | Inscrit      | 1979  |      |
| Triumphbalken mit Skulpturen: Christus am Kreuz, Madonna und Heiliger Johannes | Holzskulpturen mit Resten der ursprünglichen Bemalung, bei denen die Arme, Beine und das Kreuz Christi fehlen. Hergestellt im 14./15. Jahrhundert.                                                                   | In der Kirche St-Médard (Lage)                                | PM77003081    | Inscrit      | 1978  |      |
| Altarbild Heiliger Medard                                                      | Das mittig angeordnete Altarbild und der Giebel sind gewölbt. Es wird von zwei Säulen mit Kapitellen auf beiden Seiten der Leinwand und von Voluten umrahmt. Die Entstehungszeit ist vermutlich das 17. Jahrhundert. | Im Chor der Kirche St-Médard (Lage)                           | PM77004199    | Inscrit      | 1982  |      |